# Francesco Sassetti

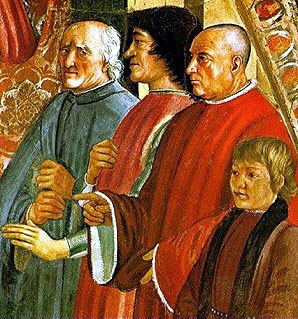
Détail d'une fresque de la chapelle Sassetti, basilique Santa Trinita, Florence. Sassetti est le deuxième en partant de la droite.

Francesco Sassetti (République de Florence, 9 mars 1421 - avril 1490) est un banquier italien.

## Biographie
Né à Florence le 4 mars 1421, Francesco Sassetti est le plus jeune fils de Tommaso Sassetti . Il est enregistré pour la première fois comme ayant rejoint la célèbre banque des Médicis en 1438 ou 1439 (à l'âge de dix-sept ou dix-huit ans) en tant qu'agent de la succursale d'Avignon, employé par Cosme de Médicis et veillant aux intérêts de sa famille, partenaire commercial de la banque. Son ascension est particulièrement rapide. Il devient associé junior de cette succursale, puis directeur général, investissant son argent propre dans la succursale et recevant une part des bénéfices. Devenu l'homme de confiance de Laurent de Médicis dit le Magnifique, il se voit confier la gestion de ses affaires en France, avec les qualifications de gérant et d'avocat.
En 1453, il est transféré à la succursale de Genève, dans laquelle, comme auparavant, il investit tout en maintenant son placement dans la succursale d'Avignon. En 1458, il rentre chez lui à Florence pour occuper un poste de conseiller de Pierre Ier de Médicis et de Laurent de Médicis, qui a succédé à Cosmes ; il se marie. En 1469, il est élevé au poste le plus élevé de la banque des Médicis accessible aux non-Médicis : « Directeur général », qu'il conserve jusqu'à sa mort en 1490. Il est appelé par Laurent nostro ministro.
Il est notamment essentiel aux études sur la banque des Médicis en raison de certains documents qu'il a conservé : son « livre de comptes secret » ou libro segreto est un ensemble de livres de comptes privé qu'il tient méticuleusement entre 1462 et 1472. Ils sont précieux pour leurs déclarations complètes et honnêtes sur ses finances et pour l'éclairage qu'ils jettent sur le fonctionnement interne de la banque lorsqu'il en est directeur général. Ils sont également intéressants car ils montrent comment Sassetti fait un usage libéral des dépôts rémunérés et réinvestit ses revenus des succursales Médicis dans d'autres entreprises.
Il est souvent associé au déclin ultime de la banque des Médicis. Un des premiers signes de ce déclin est le quasi-échec de la succursale de Lyon en 1488, en raison de la vénalité de son directeur, Lionetto de' Rossi, que Sassetti sauve, mais en tant que directeur général, il aurait dû se méfier des bénéfices élevés rapportés par le directeur de la succursale ; il vérifiait les comptes avant que les événements ne prennent une telle tournure, et de plus, est associé dans cette branche. Malgré son âge, il doit quitter Florence et se rendre personnellement dans la ville française pour résoudre la situation, soutenu par Laurent qui ne lui a jamais refusé son amitié et son soutien. Cette crise sera finalement surmontée grâce à son fort engagement et à l'intervention directe de Laurent Le Magnifique.
Sassetti est encore plus coupable de l'échec de la succursale de Bruges. Il rejette constamment l'avis d'Angelo Tani, qui s'oppose aux projets imprudents du directeur de la succursale, Tommaso Portinari, et annule même les derniers contrôles concernant les sommes excessives que Portinari prête aux dirigeants laïcs, qui constitueraient une cause directe de l'échec de la succursale de Bruges. Son échec est si spectaculaire que la viabilité à long terme de la banque des Médicis en est compromise.
Florence Edler de Roover détecte dans les méthodes comptables du libro segreto une distraction croissante de la part de Sassetti, de plus en plus intéressé par les activités humanistes laïques. Son point de vue doit être rapproché de l’activité humaniste de Sassetti tout au long des années 1460.

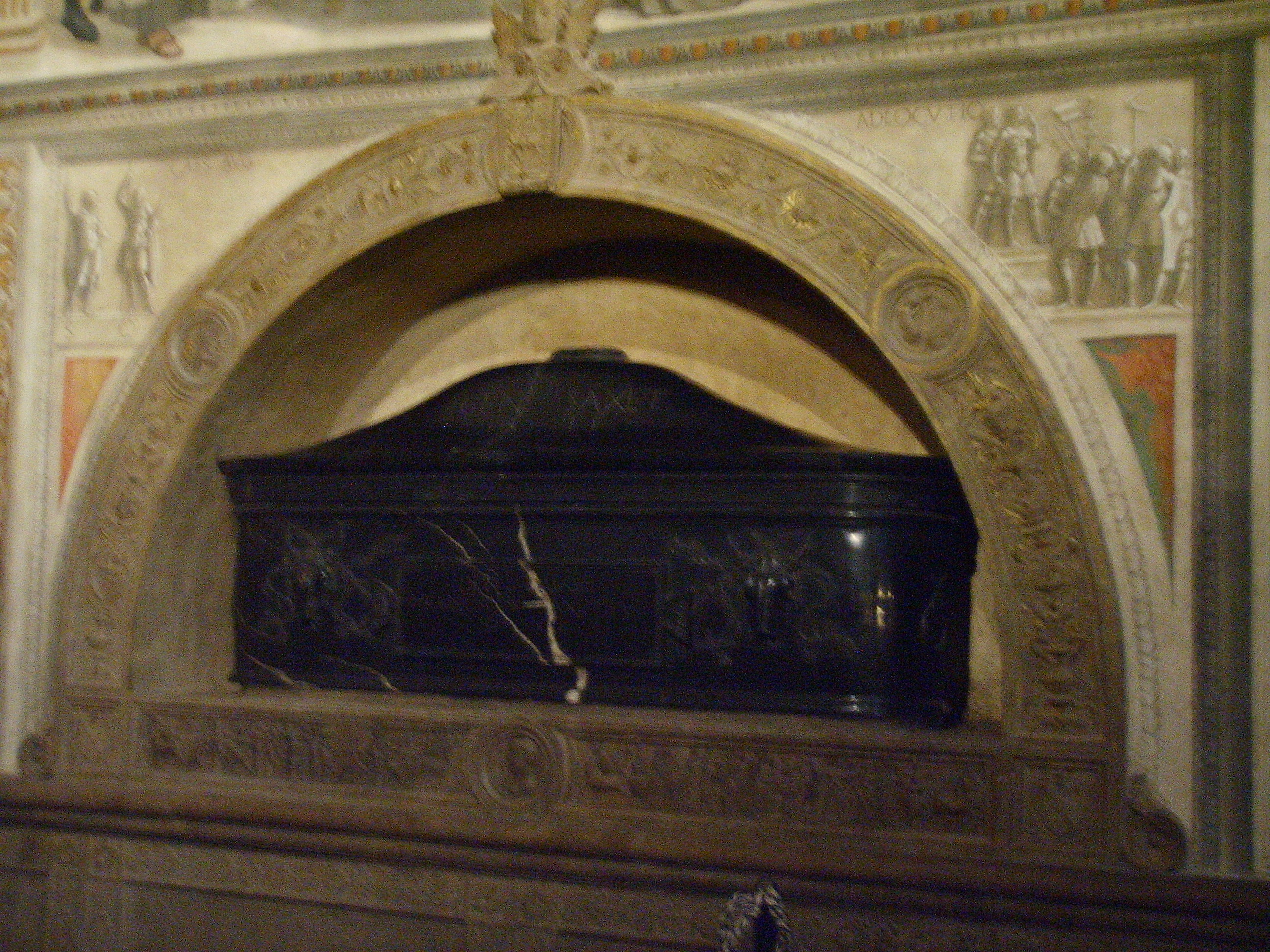
Giuliano da Sangallo, tombeau de Francesco Sassetti.

En 1478, il achète les droits sur une chapelle funéraire dans la basilique Santa Trinita (Florence). Il la fait consacrer à Saint François, son saint patron, après avoir reçu le refus de représenter le saint franciscain dans l'église de ses rivaux dominicains de la basilique Santa Maria Novella, où il avait acheté le patronage de la chapelle principale. Les travaux de la chapelle Sassetti sont entrepris par Domenico Ghirlandaio entre 1483 et 1486, bien que les fresques soient datées en bas, sous la figure de Francesco Sassetti et de son épouse agenouillées avec la mention « XXV Decembris MCCCCLXXX », soit le 25 décembre 1480, date symbolique de la signature de la commande ; le retable central porte l'année 1485 sur un chapiteau. Domenico Ghirlandaio présente un cycle de fresques dédié à saint François d'Assise, ainsi que des portraits de la famille de Sassetti, des représentations de la Florence contemporaine et un retable sur le thème de l'Adoration des bergers. Francesco et sa femme sont représentés comme des mécènes agenouillés dans la partie inférieure des fresques, tandis que leurs tombeaux se trouvent dans les murs latéraux, sculptés par Giuliano da Sangallo. François est également représenté aux côtés de Laurent le Magnifique dans le groupe des Florentins dans la scène de l' Approbation de la Règle par Honorius III. Il reste également un beau buste en marbre attribué à Antonio Rossellino et aujourd'hui conservé au musée national du Bargello.
Grâce à sa fréquentation de la cour des Médicis, il devient un homme cultivé et raffiné, ami de Marsile Ficin, Ange Politien et Bartolomeo Fonzio, ainsi qu'un mécène et collectionneur de manuscrits en latin et en langue vernaculaire. Grâce à son administration prudente et honnête, il accumule une richesse considérable qu'il réinvestit dans des maisons du centre de Florence et dans une villa sur la Via Bolognese. En 1460, il acquiert et restaure la villa La Pietra.
Son rival est Giovanni Tornabuoni, un homme tout aussi fiable et proche des Médicis, qui lui succède à la direction de la banque des Médicis en 1494.
Il a plusieurs fils : Galeazzo, Federico, Teodoro I et Cosimo. Théodore meurt vers 1480, mais peu de temps après Francesco, alors âgé de soixante ans, a un autre fils qu'il appelle aussi Théodore, appelé Théodore II par l'historiographie pour le distinguer du premier.